# Armada Reial del senyor rei d'Aragó
L'Armada Reial del senyor Rei d'Aragó (o estol reial) fou la força naval alçada i noliejada pel rei d'Aragó, i conjuntament amb l'Armada de la Diputació General de Catalunya, l'Armada de la Diputació General de València, l'Armada de Catalunya, l'armada de Barcelona, l'Armada de València i l'Armada de Mallorca formaven les forces militars navals de la Corona d'Aragó, una de les més poderoses i efectives, sinó la que més, en el mediterrani de l'edat mitjana.

## La gent de l'Armada

### Elits[3]
Els comandaments de les flotes dels reis d'Aragó provenien principalment de l'aristocràcia militar catalana i, eventualment, aragonesa. Els patrons eren generalment mercaders, que tant podien ser oficials nomenats pels rei, com particulars agregats per a una campanya militar concreta. Val a dir, però, que un dels caps més importants va ser Roger de Llúria, nadiu de Sicília (segle XIV).

### La gent de cap[4]
Homes de mar: Els homes de mar eren tota mena de professionals adscrits al vaixell i amb capacitat executiva de comandament o sense ella, però sempre especialitzats en una funció concreta que no tenia a veure amb el combat; això no obstant, estaven obligats a anar armats i en cas de lluita, a participar-hi activament. Al capdavant d'aquesta gent hi havia els còmits, que són els responsables últims de la navegació i la maniobra de l'embarcació, seguits pels aliers, cruïllers, espatllers, proers o nauxers. Constituïen doncs gent amb competència professional d'especialització marinera i procedien de localitats costaneres de la Corona d'Aragó.
Homes de guerra: La segona categoria bàsica dels homes de cap és la dels ballester, que servien en naus o galeres i eren pràcticament indispensables, fet que creà una demanda sostinguda dels seus serveis. Foren de renombrable memòria els ballesters catalans") i, eventualment, aragonesos.

### La gent d'ofici[8]
Aquesta gent eren bàsicament els joglars (trompeters, músics, etc.), el personal sanitari (barbers, metges, etc.) i els escrivans.

### La gent de rem[9]
La xurma o gent de rem era el grup més socialment heterogeni i menys especialitzada professionalment de tota la gent de l'armada, tot i que eren la més nombrosa, i també la més conflictiva i indisciplinada. La gent de rem sempre era «voluntària», incentivada però per la possibilitat d'escapar de problemes amb la justícia o amb els creditors. Els guiatje reial acostumava a concedir la remissió de tots els deutes i crims, excepció feta de l'assassinat, el robatori, la violació, la falsificació de moneda, la lesa majestat i altres delictes greus. L'altra causa possible que atreia els homes al rem era la procedència geogràfica dels galiots, perquè hi figuren un elevat nombre d'estrangers així com del rerepaís de la Corona d'Aragó. L'anunci de la formació d'una armada amb crides públiques arreu n'atrauria un nombre creixent a les ciutats on s'armaven les galeres. Finalment també hi havia els acordaments forçosos, que per bé que eren il·legals, no per això no foren comuns com a mesura d'urgència per dotar les galeres.

## Les Ordinacions sobre lo fet de la mar

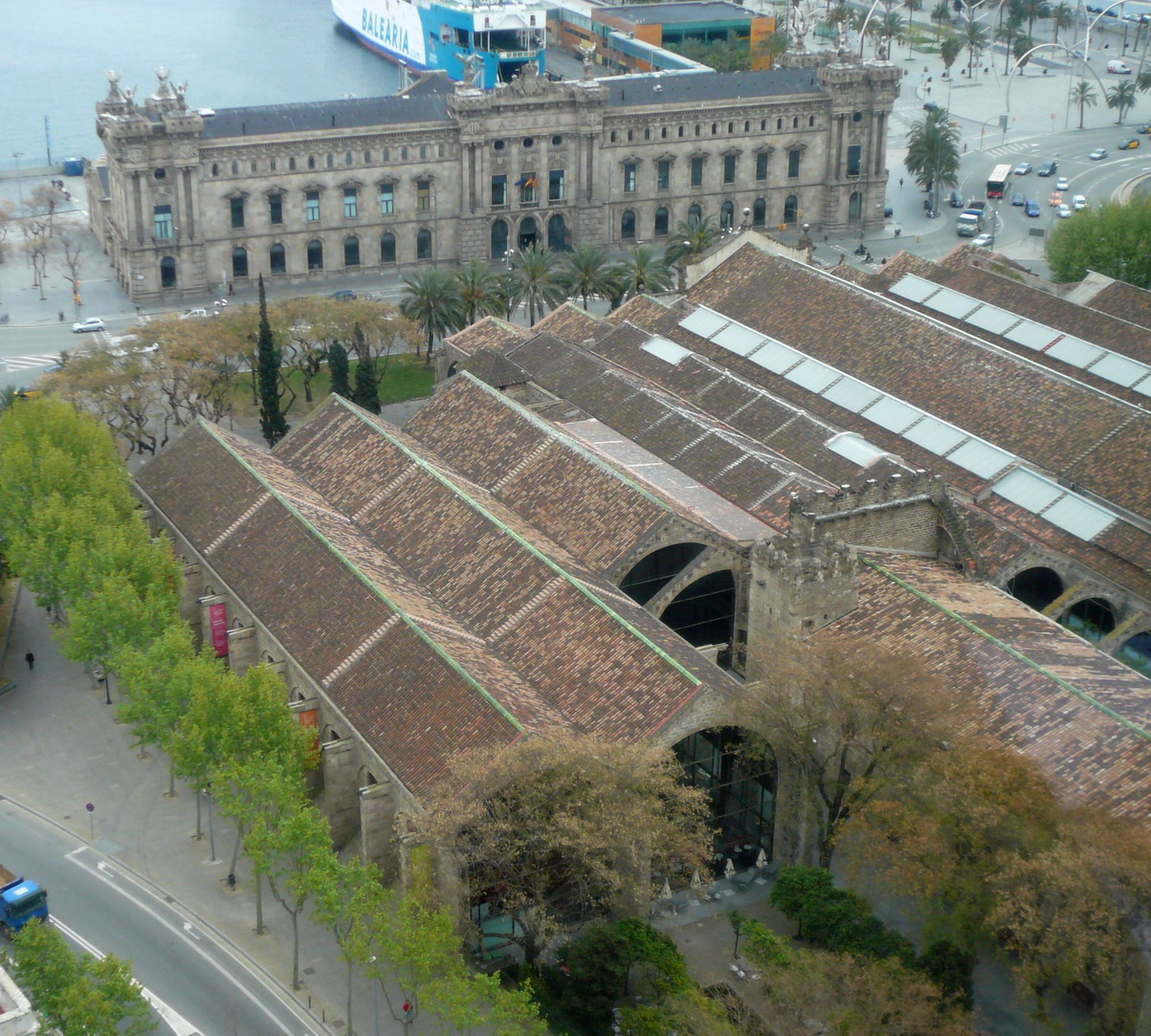
Drassanes Reials de Barcelona

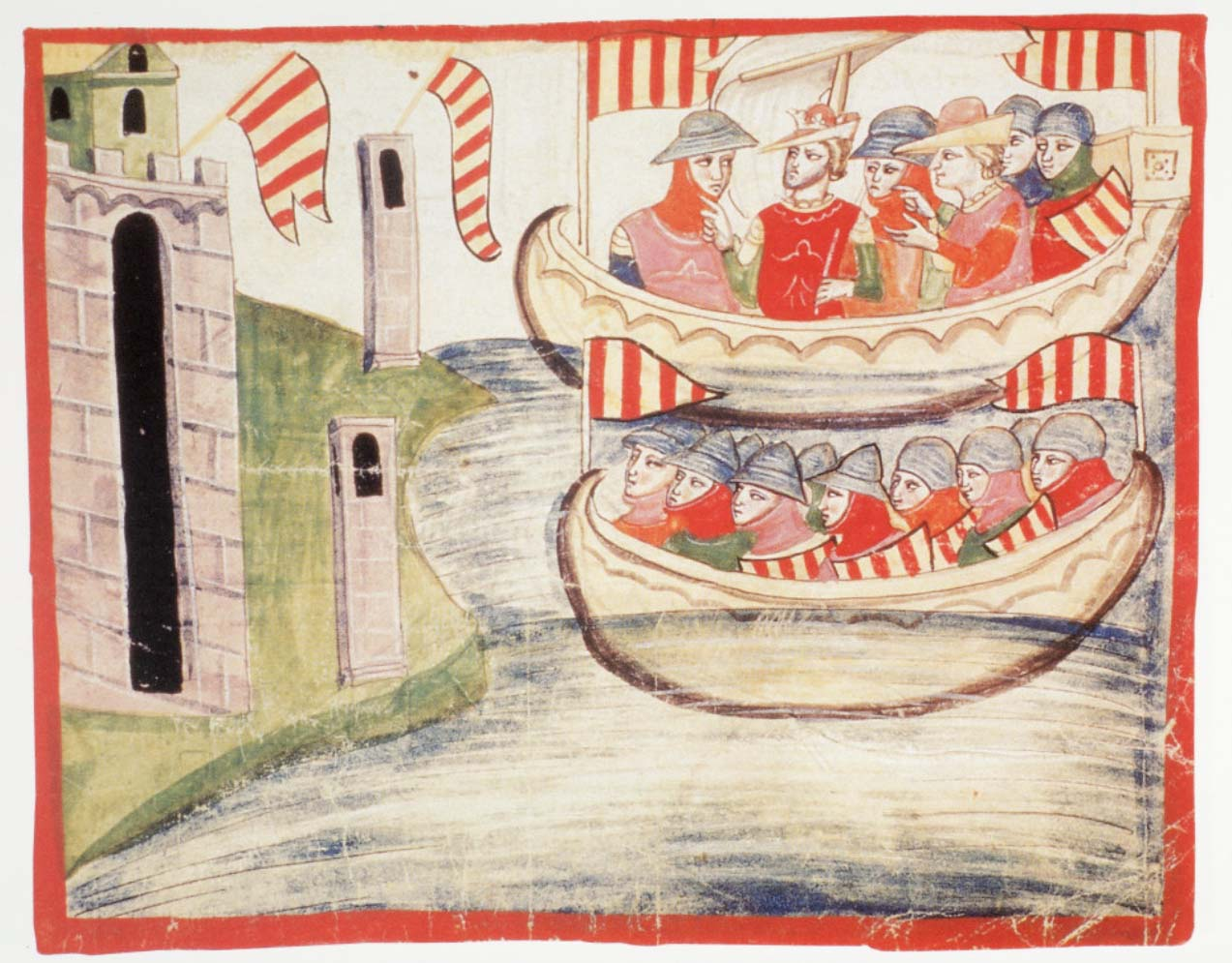
Desembarcament de Pere III d'Aragó «el Gran» a Trapani

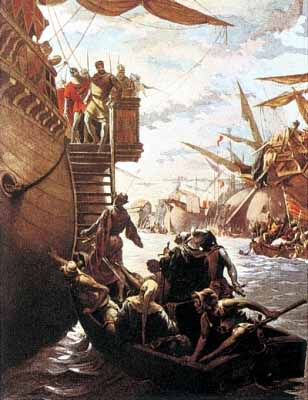
Batalla del golf de Nàpols (1284)
(Obra de Ramon Tusquets i Maignon, 1885)
Després de la victòria, l'Almirall Roger de Flor va sentenciar: «cap peix gosarà alçar-se sobre el mar, si no porta un escut o un senyal del rei d'Aragó en la cua»

El 1354 l'Almirall (Capità General de l'Armada) Bernat II de Cabrera promulgà les Ordinacions sobre lo fet de la mar. S'hi detallen les funcions i obligacions de la gent de l'armada, els salaris, la disciplina, etc., per les següents gents: 
- Almirall (o Capità General de l'Armada)
- Vicealmirall
- Patrons (que podien ser també Còmits)
- Còmits
- Sotacòmits
- Proers
- Nauxers
- Timoners
- Remolars
- Aliers
- Cruïllers
- Espatllers
- Ballesters
- Escrivans
- Algutzirs de galera
- Barbers o Metges
- Joglars
- Senescals
- Palomers
- Remers simples

## Les Laus
En les Ordinacions sobre lo fet de la mar fetes per l'Almirall Bernat II de Cabrera sota el regnat de Pere IV d'Aragó «el Cerimoniós» també s'hi especifiquen les Laus que s'havien de cridar quan el rei posava el seu estendard en l'Armada Reial. Les Laus s'havien de fer amb gran solemnitat i les deia un mariner amb bona veu penjat de la perxa on s'hissava l'estendard reial. Les Laus del rei s'havien de cridar dues vegades, i les de l'Almirall, una:
| « | In Nomine Patris et Filii et Spiritus Sancti: Amen Per molts anys la vida è la gran honor del molt Alt Poderós Princep è Senyor, lo Senyor en Pere, per la Gracia de Deu, rey d'Aragó, de Valencia, de Malorques, de Sardenya è de Córsega, è Comte de Barchelona, de Rossello, è de Cerdanya, que Deus salv è mantenga. La gran victoria è la gran honor del molt Noble en Bernat de Cabrera Capitá General del molt Alt, è molt Poderós Princep è Senyor, lo Senyor Rey d'Aragó, que Deus salv è mantenga. | » |

## Batalles destacades
- Desembarcament de Santa Ponça (1229)
- Desembarcament de Trapani (1282)
- Combat de Nicòtena (1282)
- Combat de Malta (1283)
- Batalla del golf de Nàpols (1284)
- Batalla naval de les Formigues (1285)
- Batalla naval de Sant Feliu de Guíxols (1285)
- Desembarcament de Patti (1298)
- Batalla del cap Orlando (1299)
- Batalla de Ponça (1300)
- Setge d'Oreoi (1351)
- Batalla naval del Bòsfor (1352)
- Batalla naval de Port del Comte (1353)
- Conquesta de l'Alguer (1354)